# 불 사냥의 왕
《불 사냥의 왕》(일본어: 火狩りの王)은 히나타 리에코가 지은 일본의 소설이다. 단행본은 본편 4권, 번외편 1권으로 나왔다. 애니메이션은 SIGNAL.MD에서 만들어 1기는 2023년 1월 14일부터 3월 18일까지, 2기는 2024년 1월 14일부터 3월 17일까지 WOWOW에서 방영했다.

## 줄거리
인류 최종 전쟁 후의 세계대지는 염마가 활보하는 검은 숲으로 덮여 있었고 사람들은 결계에 지켜진 땅에서 근근이 살고 있었다. 최종 전쟁 전 개발·사용된 인체 발화 병원체에 의해 이 시대의 인간은 옆에서 천연 불이 연소되면 안쪽에서 발화해 타오른다.
이 세상에서 사람이 안전하게 사용할 수 있는 유일한 <불>은 숲에 사는 염마에서 나온다. 불 사냥을 생업으로 하는 불 사냥꾼들 사이에서 어떤 소문이 나돌았다. 「최종 전쟁 전에 발사되어 오랫동안 허공을 헤매고 있던 인공의 별, 〈요람불〉이, 돌아온다--」라고. "천년 혜성 <요람불>을 사냥한 불 사냥은 불 사냥의 왕이라 불릴 것이다."
종이뜨기 마을에서 태어나 금지된 숲에 들어갔다가 소동을 일으킨 토우코, 수도에서 태어나 어머니를 공장독으로 잃고 어린 여동생을 안은 코우시는 "염화의 집"에 몸담기로 결심한다.
토우코와 코우시, 두 사람의 삶이 교차할 때, 새로운 운명이 움직이기 시작한다.――